# Neosiluroides cooperensis
Neosiluroides cooperensis es una especie de peces de la familia Plotosidae en el orden de los Siluriformes.

## Morfología
• Los machos pueden llegar alcanzar los 46 cm de longitud total.

## Alimentación
Come gasterópodos y crustáceos.

## Hábitat
Es un pez de agua dulce y de clima subtropical.

## Distribución geográfica
Se encuentra en Australia:  cuenca del lago Eyre.